# Procecidochares alani
Procecidochares alani es una especie de mosca del género Procecidochares de la familia Tephritidae.
 Steyskal la describió en el año 1974.
Originaria de México. Introducida en Australia y Hawaí.